# Alcalinae
Alcalinae is een onderfamilie van kikkers uit de familie Ceratobatrachidae. De groep werd voor het eerst wetenschappelijk beschreven door Rafe Marion Brown, Cameron D. Siler, Stephen J. Richards, Arvin Cantor Diesmos en David Charles Cannatella in 2015. In veel literatuur wordt de groep nog niet vermeld.
Er zijn vijf soorten die allemaal behoren tot een enkel geslacht, de onderfamilie is monotypisch. De verschillende soorten komen voor in delen van zuidoostelijk Azië.

## Taxonomie
Onderfamilie Alcalinae

- Geslacht Alcalus

Onderfamilie Alcalinae

Geslacht Alcalus
Onderfamilie Ceratobatrachinae

Geslacht Cornufer

Geslacht Platymantis
Onderfamilie Liurananinae

Geslacht Liurana